# آرتور کانلیف
آرتور کانلیف (به انگلیسی: Arthur Cunliffe) بازیکن فوتبال زادهٔ ۵ فوریه ۱۹۰۹ اهل کشور انگلستان که سابقهٔ بازی در تیم ملی فوتبال انگلستان را در کارنامهٔ خود دارد. وی در تاریخ ۱۷ اکتبر ۱۹۳۲ نخستین بازی ملی خود را در مقابل تیم ملی فوتبال ایرلند شمالی انجام داد و با حضور در ۲ بازی ملی، در تاریخ ۱۶ نوامبر ۱۹۳۲ واپسین بازی ملی‌اش را در برابر تیم ملی فوتبال ولز برگزار کرد.